# This
This is een gemeente in het Franse departement Ardennes (regio Grand Est) en telt 204 inwoners (2005). De plaats maakt deel uit van het arrondissement Charleville-Mézières.
De gemeente werd op 22 maart 2015 opgenomen in kanton Rocroi nadat het kanton Mézières-Centre-Ouest, waar de gemeente tot dan toe onder viel, werd opgeheven.

## Geografie
De oppervlakte van This bedraagt 4,4 km², de bevolkingsdichtheid is 46,4 inwoners per km².
De onderstaande kaart toont de ligging van This met de belangrijkste infrastructuur en aangrenzende gemeenten.

## Demografie
Onderstaande figuur toont het verloop van het inwonertal (bron: INSEE-tellingen).

Vanwege een beveiligingsprobleem met de MediaWiki Graph-software is het momenteel niet mogelijk deze grafiek weer te geven. Zodra de software is bijgewerkt zal de grafiek vanzelf weer zichtbaar worden.

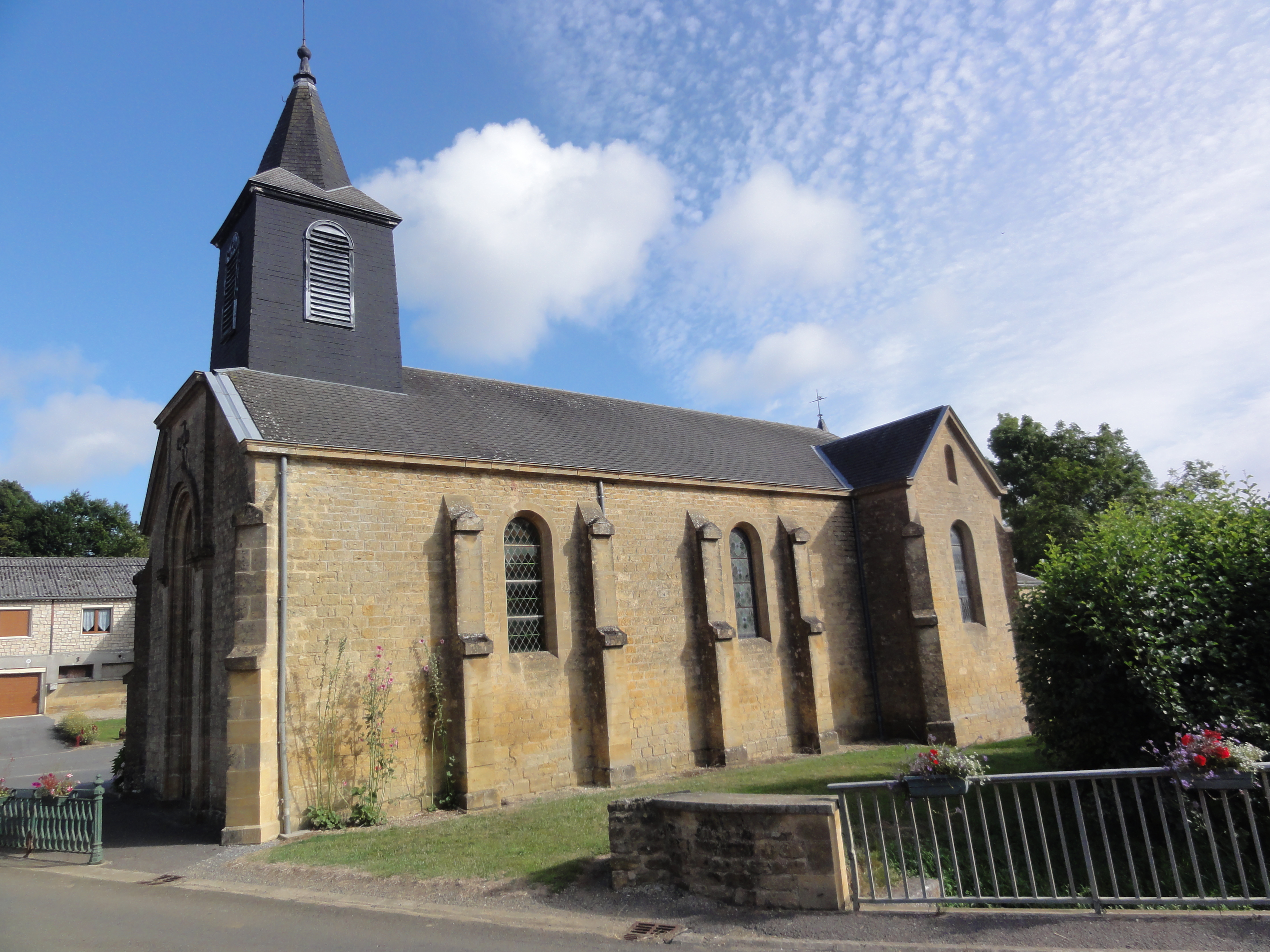
Kerk
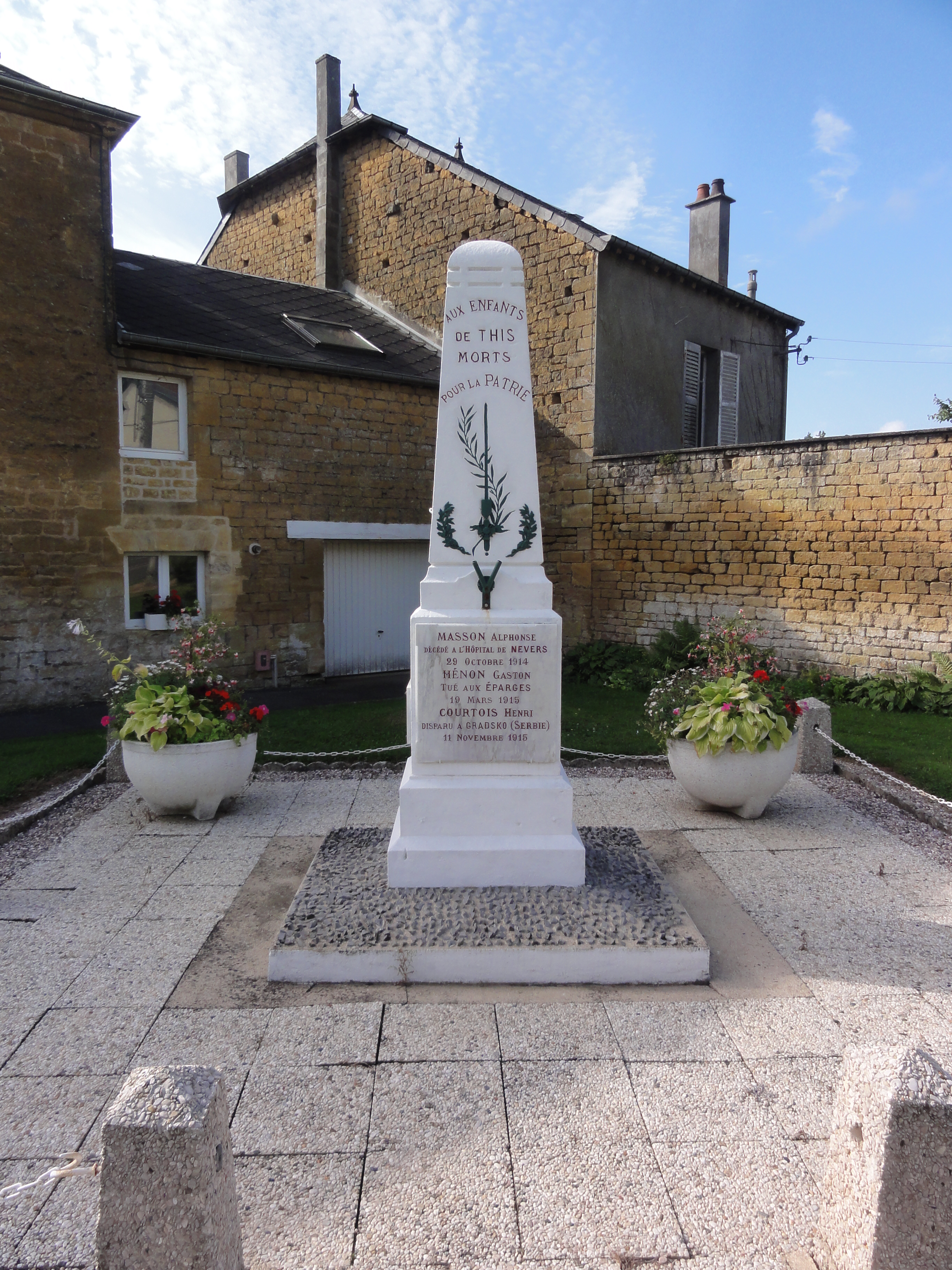
Oorlogsmonument